# MikroTik
Společnost MikroTīkls (tīkls = síť; ve světě známá zejména jako MikroTik) byla založena v roce 1995 k vývoji a prodeji bezdrátových systémů zejména pro ISP. Nyní poskytuje bezdrátové systémy pro internetovou konektivitu v mnoha zemích po celém světě. Společnost se nachází v Lotyšsku.
MikroTik je známý zejména díky svému operačnímu systému MikroTik RouterOS, který je oblíbený pro svou robustnost, konfigurovatelnost a především výkon.
Nabízí ale také jiné produkty a řešení. Mezi u nás nejznámější patří řada RouterBoard, která nabízí ucelené řešení HW pro WISP, a to jak indoorové, tak i outdoorové jednotky a ucelené integrované řešení včetně krytů a antén.

## Produkty
- MikroTik RouterOS – operační systém pro routery na bázi Linuxu, je vyvíjen pro různé platformy (jako open-source)
- MikroTik RouterBOARD – kombinace HW společnosti MikroTik a MikroTik RouterOS vyvíjený zejména pro ISP střední velikosti
- The Dude – monitorovací SW pro platformu Microsoft Windows, slouží pro monitorování stavu dostupnosti síťových služeb